# Портрет невідомої з віолою да гамба
«Портрет невідомої з віолою да гамба» — портрет роботи фламандського художника Антоніса ван Дейка (перша половина 17 ст.).

## Опис твору
На стільці зручно розташувалсь молода пані з віолою да гамба в руках. Біла сукня з ламкого атласу справляє враження стриманості, бо прикрашена хіба що помаранчовим коміром. Лише модна зачіска паньонки прикрашена дрібними перлами. Поза паньонки цілком природня і спокійна. Вона довго позувала майстру і в якийсь час її погляд став розсіяним і заглибленим у власні думки. В дівчині нема нічого від нудьгуючої леді, що розважалась би кокетуванням чи музикою.
Портрет не змогли пов'язати з жодною жіною в оточенні Антоніса ван Дейка. Хоча власники полотна і намагались пов'язати образ невідомої паньонки з Мері Ратвен, що стала дружиною художника. Але підстав для цього не знайдено.